# 하라 세츠코
하라 세츠코(일본어: 原 節子, 1920년 6월 17일 ~ 2015년 9월 5일)는 일본의 배우이다. 대표작으로는 오즈 야스지로 감독의 《만춘》(1949)과 《동경 이야기》(1953) 등이 있다. 1963년에 은퇴하였으며 2000년에 발표된 키네마 준보의 〈20세기 영화 스타 · 여배우〉 편에서 일본 여배우 제1위를 차지하였다.

## 경력
본명은 아이다 마사에 (会田 昌江)이며, 현재의 요코하마시 호도가야구에서 8남매(3남 5녀)의 가정에 태어났다. 사립 요코하마 고등 여학교에 진학하였으나 가정의 경제적 결핍 및 차녀와 결혼한 영화 감독 쿠마가이 히사토라의 권유에 따라, 영화계에서 일하기 위하여 2학년에 중퇴하였다.
1935년 4월 15일 닛카쓰 타마가와 촬영소에 입사하여 같은 해 닛카쓰 영화 《주저하지 마라 청년이여》에 출연하며 데뷔하였다. 예명인 '세츠코'는 이 작품에서 맡은 역할인 '세츠코'에서 따온 것이다.

## 출연 작품
| 연도   | 제목                       | 원제                  | 감독              | 배역                 |
| ------ | -------------------------- | --------------------- | ----------------- | -------------------- |
| 1935년 | 《주저하지 마라 청년이여》 | ためらふ勿れ若人よ    | 타구치 사토시     | 세츠코               |
| 1946년 | 《우리 청춘 후회 없다》    | わが青春に悔なし      | 구로사와 아키라   | 야기하라 유키에      |
| 1949년 | 《푸른 산맥》              | 青い山脈              | 이마이 타다시     | 시마자키 유키코      |
| 1949년 | 《속 푸른 산맥》           | 続青い山脈            | 이마이 타다시     | 시마자키 유키코      |
| 1949년 | 《만춘》                   | 晩春                  | 오즈 야스지로     | 소미야 노리코        |
| 1951년 | 《백치》                   | 白痴                  | 구로사와 아키라   | 나스 타에코          |
| 1951년 | 《초여름》                 | 麦秋                  | 오즈 야스지로     | 마미야 노리코        |
| 1951년 | 《밥》                     | めし                  | 나루세 미키오     | 미치요               |
| 1953년 | 《동경 이야기》            | 東京物語              | 오즈 야스지로     | 노리코               |
| 1954년 | 《산의 소리》              | 山の音                | 나루세 미키오     | 오가타 키쿠코        |
| 1959년 | 《여자의 마음》            | 女ごころ              | 마루야마 세이지   |                      |
| 1959년 | 《일본탄생》               | 日本誕生              | 이나가키 히로시   | 아마테라스 오미카미  |
| 1960년 | 《노방의 돌》              | 路傍の石              | 히사마츠 세이지   | 고이치 소년의 어머니 |
| 1960년 | 《딸, 아내, 엄마》         | 娘・妻・母            | 나루세 미키오     | 소가 사나에          |
| 1960년 | 《훈도시 의사》            | ふんどし医者          | 이나가키 히로시   | 이쿠                 |
| 1960년 | 《가을 햇살》              | 秋日和                | 오즈 야스지로     | 미와 아키코          |
| 1961년 | 《모정의 사람》            | 慕情の人              | 마루야마 세이지   | 미우라 사토코        |
| 1961년 | 《고하야가와가의 가을》    | 小早川家の秋          | 오즈 야스지로     | 고하야가와 아키코    |
| 1962년 | 《딸과 나》                | 娘と私                | 호리카와 히로미치 | 치즈코               |
| 1962년 | 《추신구라》               | 忠臣蔵 花の巻・雪の巻 | 이나가키 히로시   | 리쿠                 |